# Sundabogen

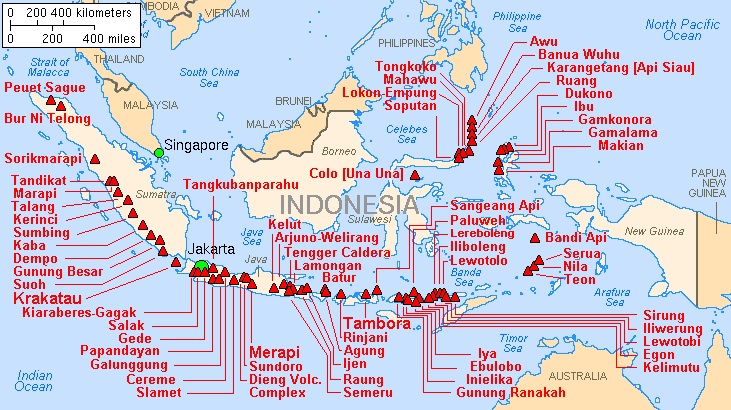
Karte der Vulkane Indonesiens

Der Sundabogen ist ein 6000 Kilometer langer Inselbogen, der durch die Subduktion der Indo-Australischen Lithosphärenplatte unter die Sunda- und Burma-Platten entsteht. Zu ihm gehören beispielsweise die Andamanen und Nikobaren, die großen Inseln Sumatra und Java, die Inselgruppe der Kleinen Sunda-Inseln, aber auch die 1883 explodierte Vulkaninsel Krakatau in der Sundastraße.
Der Sundabogen auf den Sunda- und Burma-Platten wird durch den Sundagraben, dort wo die Australische Platte abtaucht, vervollständigt. Dann gibt es noch ein etwa 700 km breites Fore-arc Basin und ein Back-arc Basin, das Andamanen-Becken. Dort werden die Burma- und Sunda-Platten in mehreren Riftzonen seit etwa vier Millionen Jahren durch die sogenannte Ozeanbodenspreizung auseinandergetrieben. Die heute etwa 650 Kilometer breite Andamanensee im Andamanen-Becken existiert seit dem Oligozän. Ein weiteres Back-arc Basin existiert bei den Kleinen Sunda-Inseln, das Banda-Becken, wodurch die von Nord nach Süd etwa 600 Kilometer lange Bandasee entstand. Der östliche Teil des Sundabogens wird auf ein Alter von über 100 Millionen Jahren geschätzt, während der nordwestliche Teil nur ein Alter von etwa 40 Millionen Jahren erreicht.

## Seebeben im Indischen Ozean

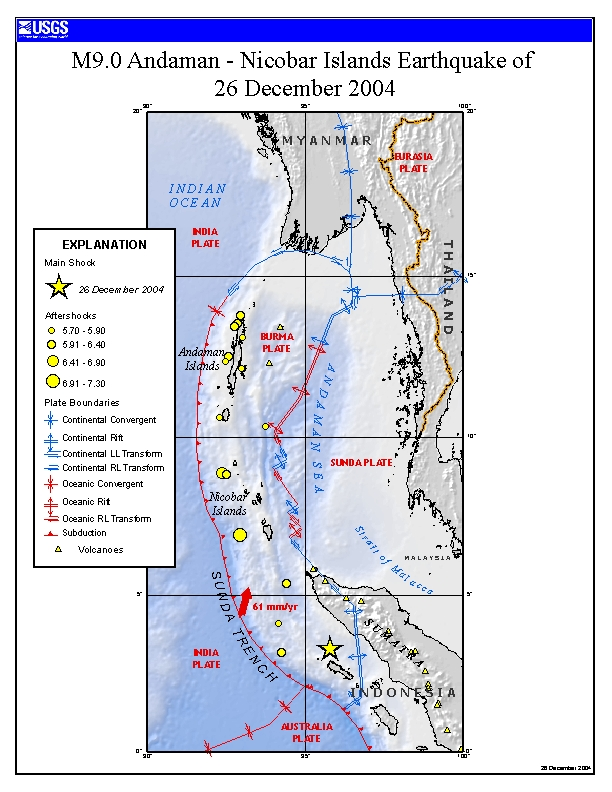
Seebeben von 2004

Das Sumatra-Andamanen-Beben im Indischen Ozean 2004 hatte sein Epizentrum vor der Nordwestküste Sumatras, dem Nachbeben im Bereich der Andamanen und Nikobaren folgten, darunter das Erdbeben vor Sumatra 2005. Zusätzlich zu dem Verlust von ca. 228.000 Menschenleben führte das Seebeben auch zu einer Verschiebung der Nikobaren und der vor der Nordwestküste Sumatras liegenden Simeulue-Insel um etwa 15 Meter in südwestliche Richtung.
Als Reaktion auf das Seebeben wurde das German Indonesian Tsunami Early Warning System (GITEWS) gegründet, um eine mögliche Tsunami-Gefahr in Zukunft frühzeitig erkennen zu können. Der Testbetrieb begann 2008 und 2011 wurde das System in Jakarta übergeben.
Am 17. Juli 2006 führte eine Flutwelle, die das Erdbeben vor Java ausgelöst hatte, zu mehreren hundert Toten. Nach Angaben des Pacific Tsunami Warning Center hatte das Beben eine Stärke von 7,7. Die Flutwelle soll mindestens zwei Meter hoch gewesen sein.